# 图洛新村
图洛新村（義大利語：Villanova Tulo）是意大利撒丁大区南撒丁省的一个市镇。总面积40.31平方公里，人口1162人，人口密度28.8人/平方公里（2009年）。ISTAT代码为092122。